# Justiniano Arciniega
Justiniano Arciniega Chávez fue un militar y político peruano.
Nació en la ciudad de Chincha, hijo de Pedro Alcántara Arciniega Zabala y Rufina Chávez Trujillo. Se casó con Jesús Romero. Fue militar y participó en el ejército del Perú durante la Guerra con Chile. Fue elegido diputado suplente por la provincia de Chincha entre 1872 y 1878. Participó en la Campaña de la Breña durante la Guerra del Pacífico bajo el mando del general Andrés A. Cáceres. Como comandante de la segunda división bajo el mando de Máximo Tafur participó en el Segundo Combate de Marcavalle que culminó con victoria peruana y que antecedió al Combate de Concepción.